# Batalla de Nancy
La batalla de Nancy se libró el 5 de enero de 1477 en la ciudad francesa del mismo nombre. Tuvo como principales protagonistas, por un lado, al duque de Borgoña, Carlos el Temerario y el duque de Lorena, René II. Esta batalla culmina con la derrota y muerte del Temerario, la consolidación de la independencia de Lorena y la anexión de una parte de los Estados borgoñones por el rey de Francia Luis XI.

## Antecedentes

### El expansionismo borgoñón
En 1363, Felipe II el Audaz, hijo del rey Juan II el Bueno, al casarse con Margarita, condesa de Flandes, recibió como patrimonio el ducado de Borgoña (Franco Condado), Artois, Retchel y Nevers. Sus descendientes obtuvieron de diversas maneras una gran parte de lo que actualmente constituye el Benelux: Condados de Holanda, Zelandia, Hainaut, así como los ducados de Brabante y Luxemburgo.
El conjunto de los Estados borgoñones estaba dividido en dos partes: por un lado, el Condado de Borgoña y, por otro, los condados de los Países Bajos, y entre los dos territorios se encontraba inoportunamente el independiente Ducado de Lorena y de Bar.
En 1467, Carlos el Temerario sucedió a su padre Felipe III, lo que le dio ocasión para llevar a cabo el proyecto de su vida, el de unir territorialmente sus Estados y obtener una investidura real haciendo renacer el antiguo reino de Lotaringia. Sin embargo, no es por la conquista de Lorena donde iba a comenzar a realizar su sueño, sino por la anexión de la alta Alsacia, que el emperador Federico III le había otorgado como garantía al préstamo de 50 000 florines, que era incapaz de devolver. Desde Alsacia planeó ir a la conquista de Suiza, y en 1473 se apoderó del Ducado de Gueldre.
El duque de Borgoña pudo centrar entonces su atención en Lorena. Aprovechando la juventud e inexperiencia del duque de Lorena René II, éste se reunió con él en Tréveris, donde firmaron un tratado por el cual se comprometían a no aliarse con el rey de Francia Luis XI (Tratado de Tréveris); además de ello René II aceptó el paso de las tropas borgoñonas por sus Estados y autorizó la instalación de cuarteles en Charmes, Darney, Épinal, Neufchâteau y Prény. En esos momentos René II no tenía muchas opciones, pues no podía contar con la ayuda de Luis XI que venía de firmar a su vez una tregua con el Temerario.

### Ruptura y paz

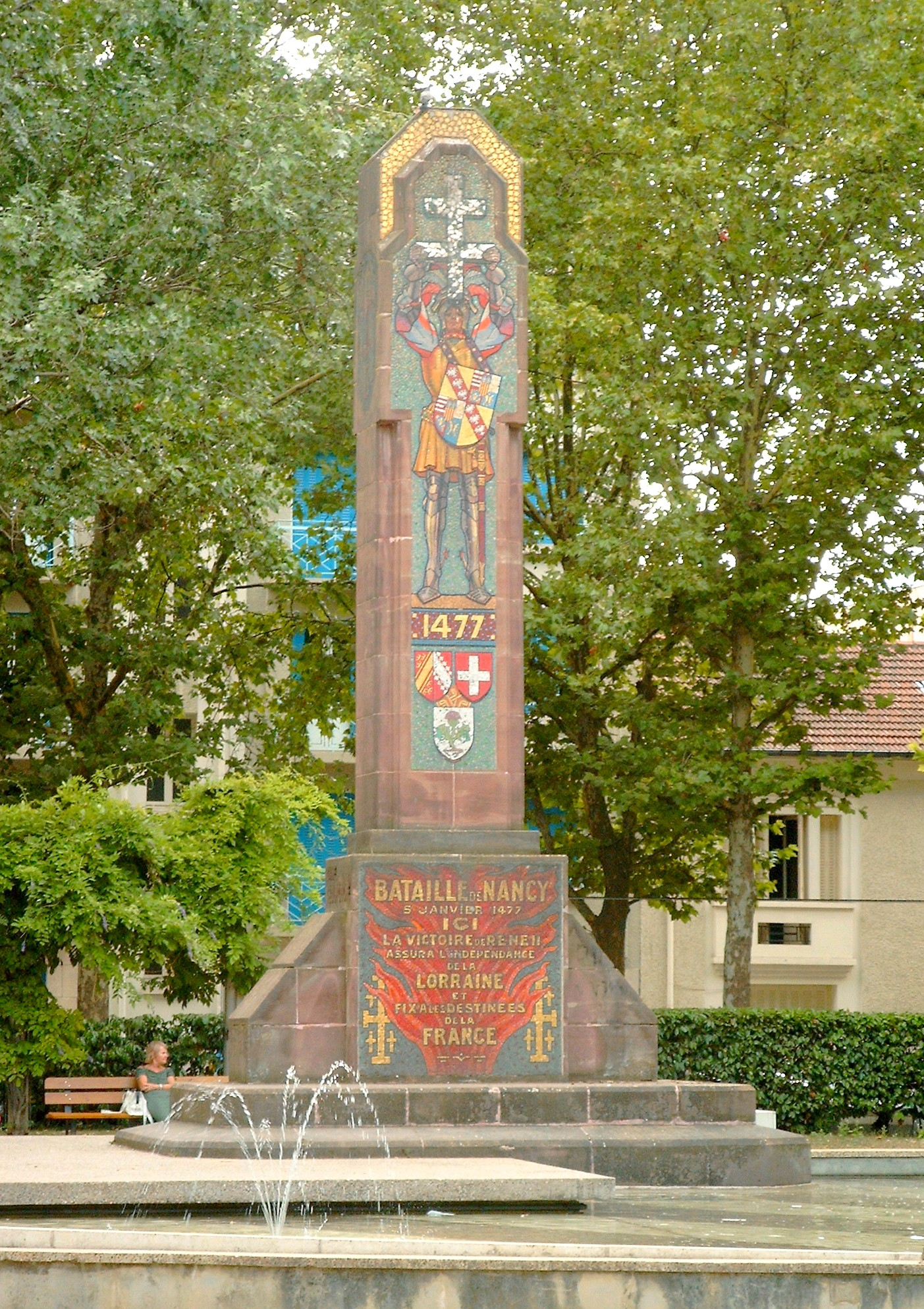
Monumento en la Plaza Cruz de Borgoña, en Nancy, que marca el lugar exacto donde fue encontrado el cuerpo de Carlos el Temerario.

El joven duque tomó conciencia de la ocupación progresiva a que se estaba viendo sometido y se decidió a tomar contacto con los principales adversarios de Carlos, Luis XI, los cantones suizos confederados amenazados con la expansión del borgoñón y las ciudades de la alta Alsacia que soportaban los abusos de la ocupación.
Luis XI firmó varios tratados: con los suizos en octubre de 1474, con Federico III en diciembre de 1474, y con Eduardo IV de Inglaterra el 29 de agosto de 1475, que tenían como objetivo aislar a Carlos el Temerario. René II aprovechó la situación y lanzó un ataque contra su vecino el 9 de mayo de 1475. Carlos sin perder tiempo firmó una nueva tregua con el rey francés e invadió Lorena en otoño. Rápidamente tomó Charmes, Épinal y, por fin, la capital del ducado, Nancy, el 24 de noviembre de 1475, que se rindió después de un mes de asedio y René II debía refugiarse en Joinville, pequeña ciudad al norte de Lorena.
De esta forma Carlos el Temerario cumplió en parte su sueño de reunir territorialmente el antiguo reino de la Lotaringia con Nancy por capital del nuevo reino. Los Estados lorenenses se alían al vencedor, que estableció varios fuertes de avanzada con la intención de conquistar Suiza.
Por su lado, René II se unió a la Liga de Constanza, compuesta por adversarios suizos y alsacianos de Carlos. Una primera batalla tuvo lugar en Grandson el 2 de marzo de 1476, donde el duque de Borgoña fue derrotado. Para vengar esta afrenta, el Temerario emprendió marcha hacia Morat, donde fue nuevamente vencido el 22 de junio de 1476. Su ejército quedó completamente destrozado y además perdió la casi totalidad de su artillería. Como consecuencia se vio obligado a replegarse hacia Dijon, donde comenzó a levantar un nuevo ejército.
Con la noticia de las derrotas del Temerario, el pueblo de Lorena se sublevo y se apoderó de Vaudémont. Después expulsaron las guarniciones de Arches, Bruyères, Saint-Dié, Remineront y Bayon. René II se reunió con los sublevados en Lunéville, la cual es reconquistada el 20 de julio, y el 22 es el turno de Épinal, que se rindió ante su duque. Seguidamente René se trasladó a Friburgo para tratar de obtener ayuda. Sin embargo, sólo obtuvo un compromiso de que ningún adversario de Carlos firmaría paz alguna por separado.

## Fuerzas enfrentadas
Las fuerzas del Temerario varían según el autor. Tres millares según el coronel e historiador militar estadounidense Samuel Curtis Vestal, cinco millares para su compatriota Spencer C. Tucker, o siete millares según el historiador militar medieval británico Matthew Bennett.
El ejército lorenese-suizo sumaba alrededor de 20 000 efectivos, de los que 3000 a 4000 iban montados. De estos, 10 000 a 12 000 eran loreneses, estrasburgueses y basileos, y 6.000 a 10 000 mercenarios suizos.

## El asedio

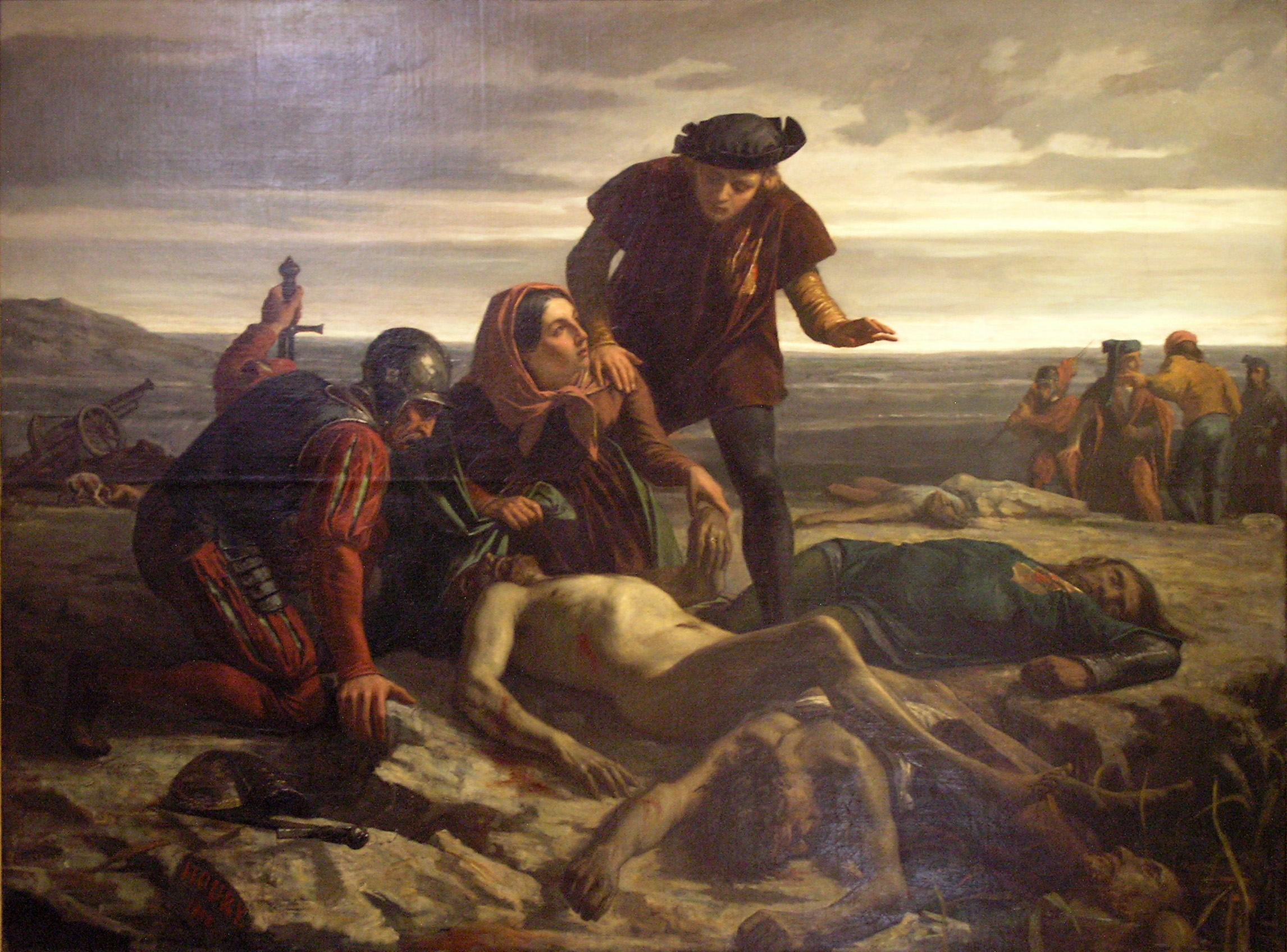
Descubrimiento del cuerpo del Temerario, por Auguste Feyen-Perrin (1862).

Al frente de un ejército de 4000 efectivos, René II asedio el 22 de agosto de 1476 Nancy, defendida por una guarnición borgoñona compuesta de alrededor 1200 soldados, en su mayoría borgoñones y dirigidos por Jean de Rubempré. Ninguno de los mensajes enviados por Carlos anunciando su llegada con refuerzos llegó a Nancy, pues todos serán interceptados por el ejército lorenés. Después de un mes y medio de asedio, la ciudad abrió sus puertas el 7 de octubre y la guarnición borgoñona se retiró de Nancy. El 25 de septiembre el Temerario abandonó Gex a la cabeza de un ejército y tomó la dirección de Nancy dispuesto a reconquistar su efímera capital. El 9 de octubre René II se situó en las orillas del río Mosela a fin de impedir que lo crucen, pero Carlos tomó posición en las alturas de Toul a poco kilómetros de Nancy, donde el 10 se le reunieron miles de refuerzos. El 16 de octubre atravesaron el Mosela y René no pudo hacer nada por impedir la toma de San-Nicolas de Port. El 19 parte René, seguro de que Nancy soportaría dos meses de asedio, hacia los cantones suizos y Alsacia en busca de refuerzos.
El 22 de octubre, Carlos ya estaba frente a Nancy y comenzó el asedio a la capital ducal. Nancy estaba defendida principalmente veteranos de Morat. Carlos se instaló en la proximidad de la actual Plaza de la Comandería (Place de la Comanderie) en Nancy, algunos de sus mejores capitanes le sugirieron levantar el asedio para dirigirse a Metz o Pont-au-Mousson y reanudar el asalto de Nancy en primavera, pero el Temerario rechazó categóricamente la idea. Durante el invierno, los partidarios lorenenses hostigaron constantemente las tropas borgoñonas. El invierno era particularmente duro ese año, y la moral bajó dentro de las tropas de Carlos, por lo que se produjeron diversas bajas y aumentaron las deserciones. En la asediada Nancy se mataron los caballos, los perros y los gatos para alimentarse; los pozos de agua estaban congelados y la población tenía que desmontar los techos de las casas y aprovechar la madera para calentarse.
Por su parte, René II no se quedó inactivo. A pesar de que la Confederación Suiza prefirió no intervenir, le autorizó a contratar miles mercenarios con el apoyo financiero de Luis XI. Además se le unieron millares de soldados alsacianos en el poblado de Sant Nicolas de Port muy cerca de Nancy.

## La batalla

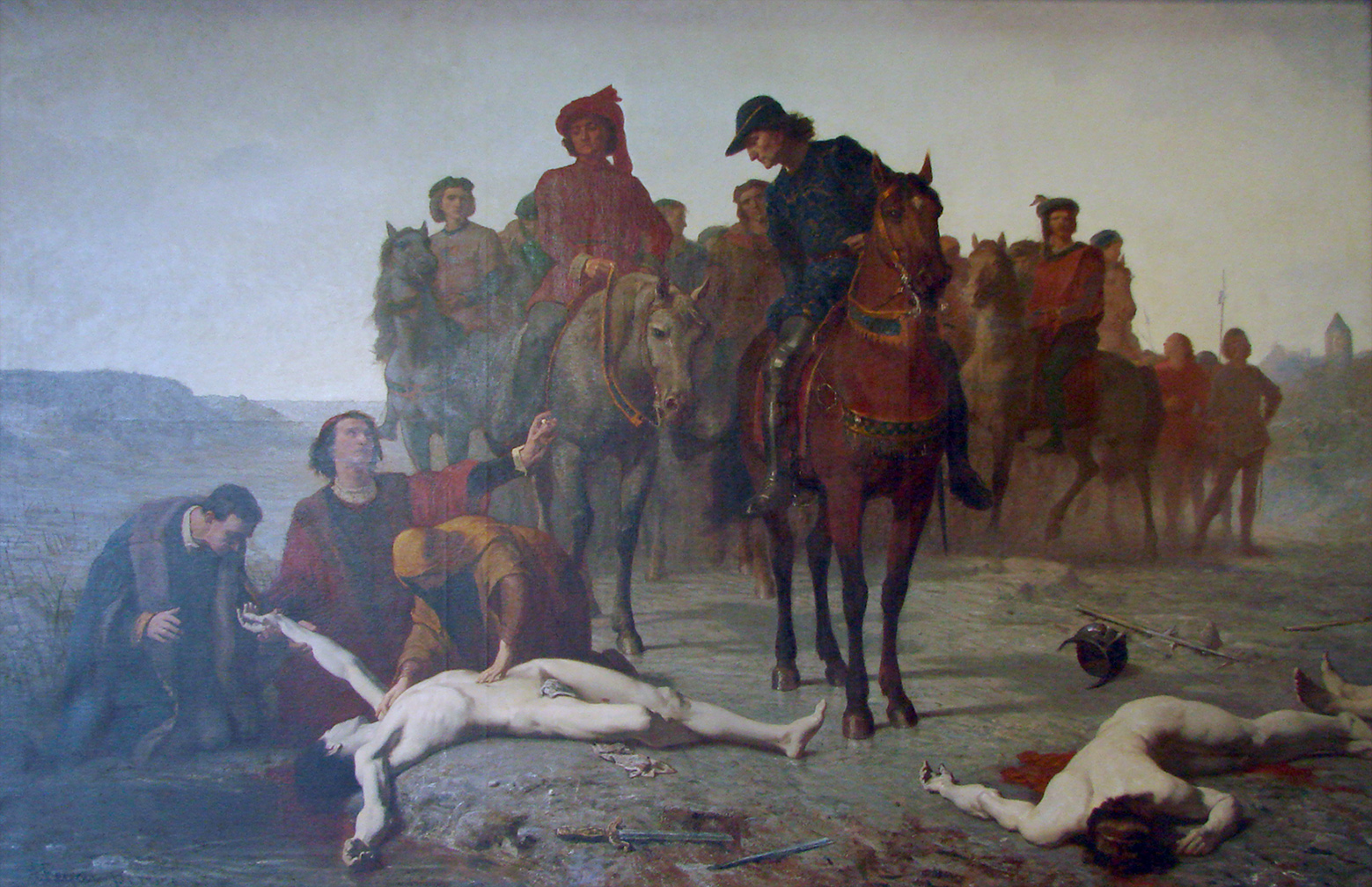
Pintura ilustrando la muerte de Carlos el Temerario durante la batalla de Nancy, por Auguste Feyen-Perrin en 1865.

A comienzos de 1477 el duque de Borgoña disponía en la zona de Nancy de muy pocos efectivos. Además, se trataba de una tropa mal pagada, mal equipada, muy desmoralizada y con numerosos enfermos entre sus filas.
El duque de Borgoña, enterado de la llegada del ejército de René II, tomó posiciones cerca de Jarville, un pequeño montículo que daba cierta protección, pero descuidó gravemente su lado derecho, que quedaba expuesto sobre el bosque de Saurupt. El domingo 5 de enero, antes del alba, René II abandonó Sant Nicolas de Port y avanzó junto a su ejército. El avance era lento pero continuo, los campos estaban cubiertos de nieve y las temperaturas eran muy bajas. El Temerario no supo por dónde esperar a su contrincante, quien siguiendo los consejos de sus capitanes ataco5 justamente por el flanco derecho, adentrándose por el bosque de Saurupt. Carlos decidió formar sus 30 cañones con parte importante de su infantería para enfrentar a la fuerza que lo atacaba frontalmente, sin saber que era una distracción.
El ejército confederado estaba organizado en tres cuerpos: vanguardia (vorhut), batalla o cuerpo principal (gewalthaufen) y retaguardia (nachhut). El vorhut realizaría la distracción atacando de frente, el gewalthaufen se introduciría secretamente en el bosque para flanquear a los borgoñones y el nachhut se mantendría a media distancia entre los cuerpos anteriores, para asegurar sus comunicaciones e intervenir donde más se fuera necesario. Según el historiador estadounidense Douglas Miller el primer cuerpo se conformaba de 7000 infantes y 3000 jinetes, el segundo de 4000 piqueros, 3000 alabarderos, 1000 arcabuceros y 1300 jinetes y el tercero de 800 arcabuceros. En cambio, su compatriota, John Foster Kirk, dice que tanto la vanguardia como la batalla se componían de 7000 infantes armados con picas y alabardas y 2000 jinetes, mientras que la retaguardia tenía 800 arcabuceros.
Después de una marcha que duró alrededor de dos horas, la fuerza de ataque de la caballería suiza poco a poco emergió de las laderas boscosas hacia la parte posterior de la posición de las tropas borgoñas y formó una formación de cuña. Las primeras notas de los cuernos suizos sonaron tres veces, y las tropas alpinas suizas cargaron contra la posición borgoñona. El efecto sorpresa fud total y el futuro de la batalla se decidió en algunos minutos. Carlos el Temerario intentó girar hacia el adversario, pero el grueso de sus tropas se dislocaron y huyeron. Campobasso, el segundo oficial de Carlos, mantuvo el puente de Bouxieres y masacró a los desertores que huían en desbandada.
Decidido a resistir hasta el último hombre, Carlos y su equipo trataron en vano de reunir el ejército roto, pero sin éxito. Su pequeño grupo continuó luchando hasta que finalmente fue rodeado por un grupo de suizos. Un alabardero se movió rápidamente, apuntó a la cabeza del duque y le infligió un golpe mortal directamente en su casco. Aunque Carlos cayó muerto al instante, la batalla continuó sin que esto influyera.
El enfrentamiento de las tropas de René II contra el ejército borgoñón terminó en una masacre total. No es hasta el día siguiente, en que siguiendo las indicaciones de Baptiste Colonna, un paje del Temerario que lo vio caer cerca del estanque de Saint-Jean encontraron el cuerpo del Temerario, medio desfigurado, devorado por los lobos. Su cuerpo sería inhumado con los honores de su linaje en la basílica de Saint George en Nancy, y se levantaría una cruz en el sitio donde fue hallado para marcar el emplazamiento de su muerte. En este lugar se encuentra actualmente la plaza Cruz de Borgoña, (Croix de Bourgogne). Igualmente delante del número 30 de la Grand-Rue en Nancy, una indicación 1477 grabada en el pavimento, indica el lugar donde fue expuesto el cuerpo del Temerario antes de ser inhumado.

## Consecuencias

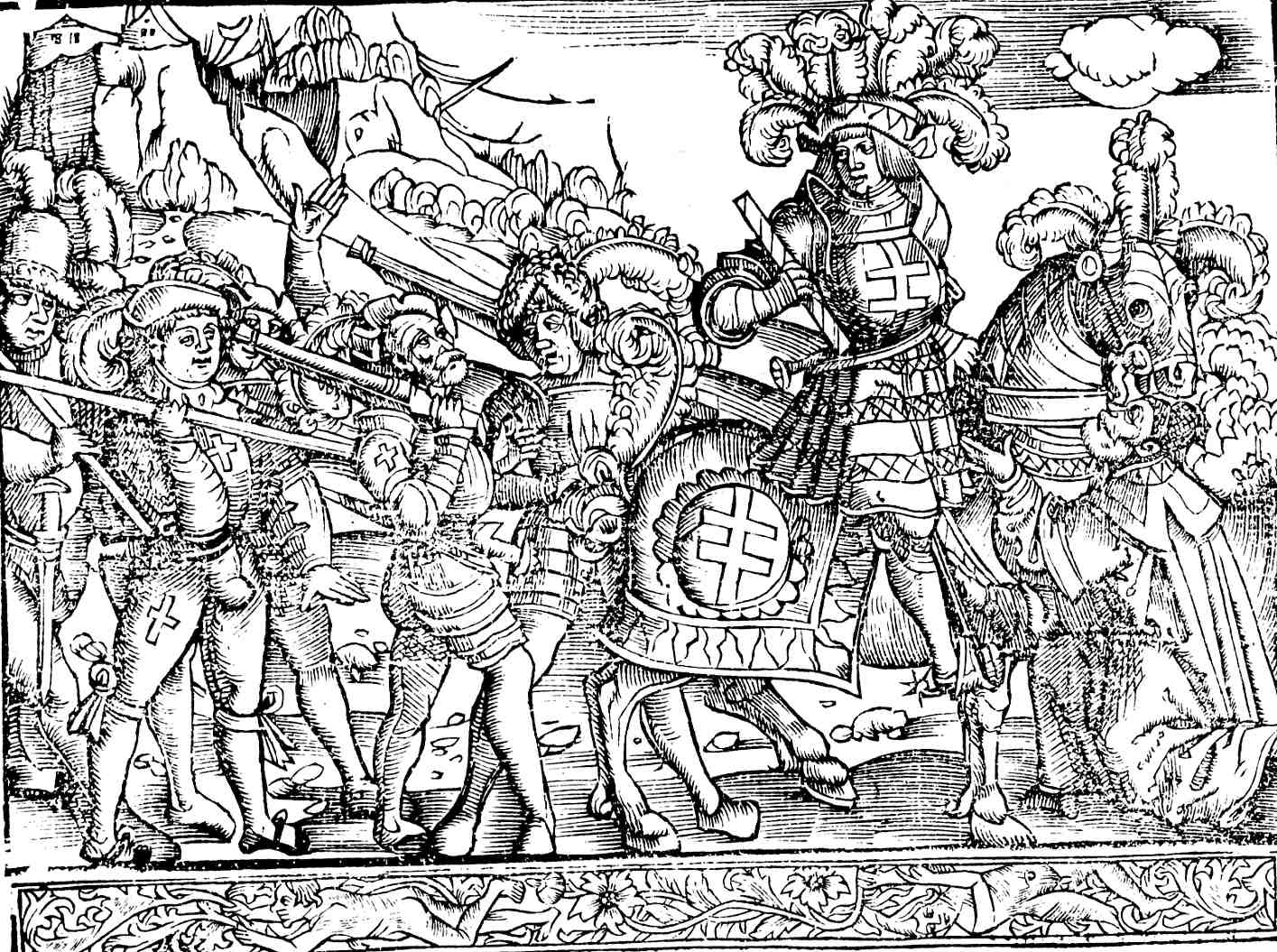
La Nancéide, Batalla de Nancy, Pierre Blarru, ilustración de 1519.

Como consecuencias de la batalla, Luis XI se apoderó de varios Estados borgoñones y el rey de Inglaterra, Eduardo IV, renunció a sus ambiciones en Francia. Luis XI se adueñó del ducado y condado de Borgoña, Picardía, Artois y Flandes en detrimento de María de Borgoña, hija de Carlos, que pidió ayuda a su prometido Maximiliano I de Habsburgo, hijo del emperador Federico III, y recuperó Flandes, Artois y el Franco-Condado. De esta forma comenzaron varios siglos de lucha entre Francia y los Habsburgos. El hijo de Maximiliano y María, Felipe el Hermoso, se casaría con Juana, princesa de Castilla e hija de los Reyes Católicos, y su hijo sería el emperador Carlos V.
A su vez, René II recuperó su ducado de Lorena, la cual consolidó su independencia y se convirtió en un importante Estado con su capital Nancy. Tras varios siglos de luchas entre Francia y el ducado independiente de Lorena, su definitiva anexión a Francia tuvo lugar en 1766. Y más tarde, a las interminables guerras entre Francia y Prusia por la Alsacia y la Lorena, guerra franco-prusiana 1870-1871, en que Francia perdió los territorios para recuperarlos en 1918, que los volvió a perder cuando la ocupación de 1940 y recuperados de nuevo en 1945.

## Recuerdos
En los lugares de la batalla, René II edificó la iglesia de Nuestra Señora del Buen Socorro (église de Notre-Dame de Bonsecours) y la Iglesia de los Cordeleros (église des Cordeliers). En Saint-Nicolas-de-Port edificó la gran basílica de Saint-Nicolas-de-Port.
Como recuerdo de la victoria contra el Temerario, la ciudad de Nancy adoptó como emblema el cardo y como divisa Non inultus premor (Quien me toque se pica) (qui s'y frotte s'y pique).
Pierre de Blarru narra la guerra entre loreneses y borgoñones, y fundamentalmente la batalla de Nancy, en su epopeya la Nancéide.
Eugène Delacroix pinta el cuadro La Batalla de Nancy, que hoy día se conserva en el Museo de Bellas Artes de Nancy.